# The Age of Reason: Being an Investigation of True and Fabulous Theology

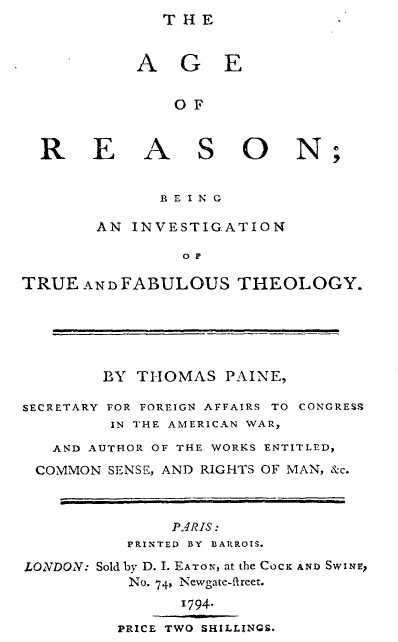
Página de rosto da primeira parte de The Age of Reason, em sua primeira edição inglesa.

The Age of Reason: Being an Investigation of True and Fabulous Theology (em português, A Era da Razão: uma Investigação sobre a Teologia Verdadeira e a Fabulosa) é um tratado deísta escrito por Thomas Paine, radical britânico e revolucionário norte-americano do século XVIII. Trata-se de uma crítica à religião institucionalizada e um desafio à inerrância da Bíblia. Publicado em três partes, em 1794, 1795 e 1807, foi um bestseller nos Estados Unidos, onde causou um avivamento deísta de curta duração. O público britânico, no entanto, temendo o radicalismo político como resultado da Revolução Francesa, o recebeu com mais hostilidade. The Age of Reason apresenta argumentos deístas comuns. Ele destaca, por exemplo, a corrupção da Igreja Cristã e critica os seus esforços para adquirir poder político. Paine defende a razão em lugar da revelação, o que o leva a rejeitar os milagres e a ver a Bíblia como uma peça ordinária de literatura ao invés de um texto divinamente inspirado. Ainda assim, The Age of Reason não é ateísta: ele promove a teologia natural e reivindica um Deus criador.
A maioria dos argumentos de Paine já estavam, havia tempos, disponíveis à elite educada. No entanto, ao apresentá-los num estilo engajado e irreverente, ele tornou o deísmo atraente e acessível a uma audiência maciça. Além disso, o livro custava pouco, o que o colocava ao alcance de um grande número de compradores. Temendo a propagação do que ele via como ideias potencialmente revolucionárias, o governo britânico perseguiu editores e vendedores que tentavam publicá-lo e distribuí-lo. The Age of Reason resultou, apenas, em uma breve irrupção no pensamento deísta nos Estados Unidos. As ideias de Paine, entretanto, inspiraram e guiaram muitos livres pensadores britânicos do século XIX e seu estilo retórico que tem perdurado até o século XXI, nas obras de escritores modernos como Christopher Hitchens e nos filmes e na pessoa de Michael Moore.

## Contexto histórico

### Contexto intelectual: o deísmo britânico do séc. XVIII
O livro de Paine seguiu a tradição do deísmo britânico do início do século XVIII. Estes deístas, embora mantendo suas posições individuais, ainda compartilhavam vários conjuntos de hipóteses e argumentos articulados por Paine em The Age of Reason. A posição mais importante que unia os primeiros deístas era seu convite a uma "investigação racional livre" de todos os assuntos, especialmente da religião. Sustentando ter sido o cristianismo primitivo fundado sob liberdade de consciência, eles reivindicavam a tolerância religiosa e um fim à perseguição por causa da religião.[carece de fontes?] Eles também exigiam que o debate fosse baseado na razão e na racionalidade. Os deístas abraçavam uma visão de mundo newtoniana, ou seja, eles acreditavam que todas as coisas no universo, até mesmo Deus, devem obedecer às leis da natureza. Sem um conceito de lei natural, argumentavam os deístas, as explicações sobre os processos da natureza desceriam ao nível da irracionalidade. Esta crença na lei natural os levou ao ceticismo quanto aos milagres. Como milagres precisam ser observados para ser validados, os deístas rejeitavam os relatos bíblicos sobre os milagres de Deus e sustentavam que tal evidência não era nem suficiente e nem necessária para provar a existência de Deus. Seguindo esta perspectiva, os escritos deístas insistiam que Deus era apenas a causa primeira ou o primeiro motor e não uma divindade que interferia na vida diária dos indivíduos. Os deístas, portanto, rejeitavam a afirmação de que havia apenas uma única "verdade" religiosa revelada. A religião somente poderia ser "simples, clara, ordinária e universal" se fosse um produto lógico de um Deus benevolente. Eles faziam distinção, destarte, entre "religiões reveladas" (rejeitadas por eles), como o cristianismo, e "religião natural", uma série de crenças derivadas do mundo natural que demonstram a existência de Deus (eles não eram, portanto, ateus).
Embora alguns deístas aceitassem a revelação, a maior parte argumentava que a restrição desta revelação a grupos pequenos ou mesmo a uma única pessoa limitava seu poder explicativo. Mais do que isso, muitos achavam que as revelações cristãs, particularmente, eram contraditórias e irreconciliáveis. De acordo com estes escritores, a revelação até poderia reforçar a evidência da existência de Deus percebida no mundo natural, porém, mais freqüentemente, levava à superstição entre as massas. A maioria dos deístas sustentava que os sacerdotes tinham deliberadamente corrompido o cristianismo em vantagem própria, promovendo a aceitação de milagres, rituais desnecessários e doutrinas ilógicas e perigosas (estas acusações referem-se tipicamente ao priestcraft). A pior dentre estas doutrinas era a do pecado original. Segundo os deístas, ao convencer as pessoas de que elas precisavam da ajuda de um sacerdote para vencer sua natureza pecaminosa, os líderes religiosos haviam escravizado a população humana. Os deístas, portanto, geralmente viam a si mesmos como libertadores intelectuais.

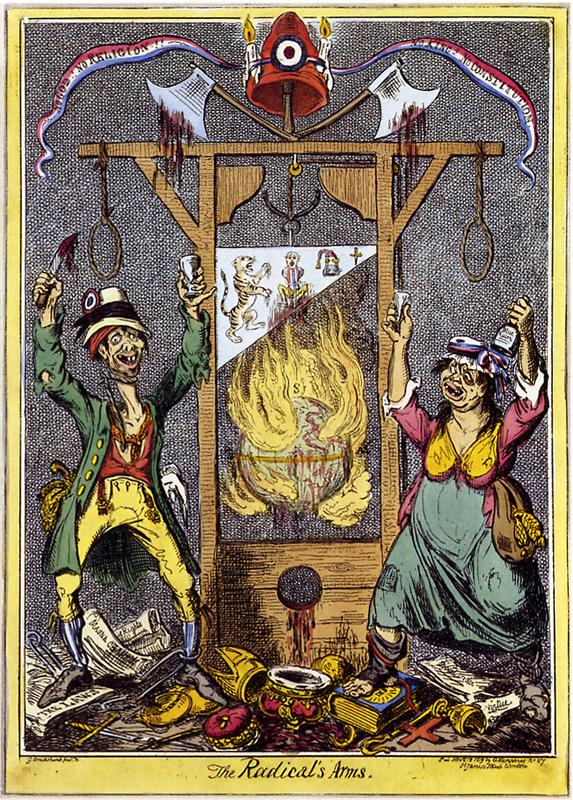
The Radical's Arms (1819), de George Cruikshank, ridicularizando os excessos da Revolução Francesa.

### Contexto político: a Revolução Francesa
No período em que a primeira parte de The Age of Reason foi publicada, em 1794, muitos cidadãos britânicos e franceses tinham se desiludido com a Revolução Francesa. O Terror havia começado, Luís XVI e Maria Antonieta haviam sido presos e executados e a Grã-Bretanha estava em guerra com a França. Os poucos radicais britânicos que ainda apoiavam a Revolução Francesa e seus ideais eram vistos com uma profunda suspeita por seus conterrâneos. The Age of Reason pertence a este último estágio, mais radical, do movimento britânico de reforma política, que adotou abertamente o republicanismo e o ateísmo, e que pode ser exemplificado por textos como o Political Justice de William Godwin (1793). Em meados da década, as vozes moderadas desapareceram: Richard Price, o pastor dissidente, cujo sermão sobre a liberdade política inspirou o Reflections on the Revolution in France de Edmund Burke (1790), morreu em 1791, e Joseph Priestley foi obrigado a fugir para os Estados Unidos depois que uma multidão incendiou sua casa e igreja.
O governo conservador, liderado por William Pitt, respondeu à radicalização crescente perseguindo várias reformistas pelos crimes de libelo de sedição e traição nos famosos julgamentos por traição de 1794. Depois dos julgamentos e do ataque de Jorge III, os conservadores foram bem-sucedidos em aprovar o Ato de Reuniões para Sedição de 1795 e o Ato de Práticas de Traição (também conhecidos como os "Dois Atos" ou os "atos da mordaça"). Estes atos proibiam a liberdade de reunião para grupos como os radicais da Sociedade de Correspondentes de Londres (SCL) e encorajavam as denúncias contra radicais por declarações "difamatórias e aliciantes". Temendo a perseguição e desencantados com a Revolução Francesa, muitos reformistas abandonaram a causa. A SCL, que havia anteriormente unificado dissidentes religiosos e reformistas políticos, partiu-se quando Francis Place e outros líderes auxiliaram Paine na publicação de The Age of Reason. Os membros mais religiosos da sociedade deixaram-na em protesto e a SCL perdeu cerca de um quinto de sua membrezia.

## História da publicação
Em dezembro de 1792, a segunda parte de The Rights of Man de Paine foi declarada sediciosa na Grã-Bretanha e ele foi forçado a fugir para a França a fim de evitar a prisão. Consternado pela reviravolta da Revolução Francesa em direção ao secularismo e ao ateísmo, ele compôs a primeira parte de The Age of Reason em 1792 e 1793:
Embora Paine tenha escrito The Age of Reason para os franceses, ele o dedicou a seus "Amigos Cidadãos dos Estados Unidos da América", em alusão aos seus laços com os revolucionários americanos.
Não se sabe com clareza quando Paine esboçou a primeira parte. De acordo com Edward Davidson e William Scheick, estudiosos de Paine, ele provavelmente escreveu o primeiro esboço da primeira parte ao final de 1793. No entanto, o biógrafo de Paine David Hawke propõe como data o início daquele ano. Não está claro, também, se uma edição francesa da primeira parte foi ou não publicada em 1793. François Lanthenas, que traduziu The Age of Reason para o francês em 1794, informa que ela foi primeiramente publicada na França em 1793, mas nenhum livro que se enquadre nesta descrição foi identificado categoricamente. Joel Barlow publicou a primeira edição de The Age of Reason, parte I, em 1794, em Londres, vendendo-a por meros três pence.
Neste ínterim, Paine, considerado moderado demais pela poderosa ala jacobina dos revolucionários franceses, ficou preso por dez meses na França. Somente escapou da guilhotina por acidente: o sinal que o indicava para a execução foi colocado de maneira imprópria na porta de sua cela. Quando James Monroe assegurou sua soltura em 1794, ele começou imediatamente a trabalhar na segunda parte de The Age of Reason, apesar de sua saúde fragilizada. A segunda parte foi publicada primeiramente em Londres por H. D. Symonds, numa edição pirateada, em Outubro de 1795. No ano seguinte, Daniel Isaac Eaton publicou a primeira e a segunda partes, e os vendeu ao custo de um xelim e seis pence (Eaton foi forçado, mais tarde, a viajar para os Estados Unidos sob a acusação de libelo de sedição por ter publicado outras obras radicais.). O próprio Paine financiou o envio de 15.000 cópias de sua obra para os Estados Unidos. Mais tarde, Francis Place e Thomas Williams colaboraram em uma edição que vendeu cerca de 2.000 cópias. William também produziu sua própria edição, mas o governo britânico o incriminou e confiscou os panfletos.
Ao final da década de 1790, Paine viajou da França para os Estados Unidos, onde escreveu a terceira parte de The Age of Reason. Temendo represálias desagradáveis e, até mesmo, violentas, Thomas Jefferson o convenceu a não publicá-la em 1802. Cinco anos depois, Paine decidiu publicar-lá apesar da reação que ele sabia que causaria.
Depois da sentença de um ano de trabalhos forçados aplicada a Thomas Williams pela publicação de The Age of Reason em 1797, nenhuma edição foi vendida abertamente na Grã-Bretanha até 1818, quando Richard Carlile a incluiu em uma edição das obras completas de Paine. Carlile pagou um xelim e seis pence pela obra, e a primeira impressão de 1 000 cópias foi vendida em um mês. Ele imediatamente imprimiu uma segunda edição de 3 000 cópias. Assim como Williams, ele foi perseguido por libelo de sedição e libelo de blasfêmia. As perseguições ao redor de The Age of Reason na Grã-Bretanha continuaram por trinta anos depois de seu lançamento inicial e envolveram vários editores bem como uma centena de livreiros.

## Estrutura e argumentos principais
The Age of Reason é dividido em três seções. Na primeira parte, Paine delineia seus principais argumentos e seu credo pessoal. Nas segunda e terceira partes, analisa porções específicas da Bíblia com o intuito de demonstrar que ela não é a palavra revelada de Deus.

### Credo

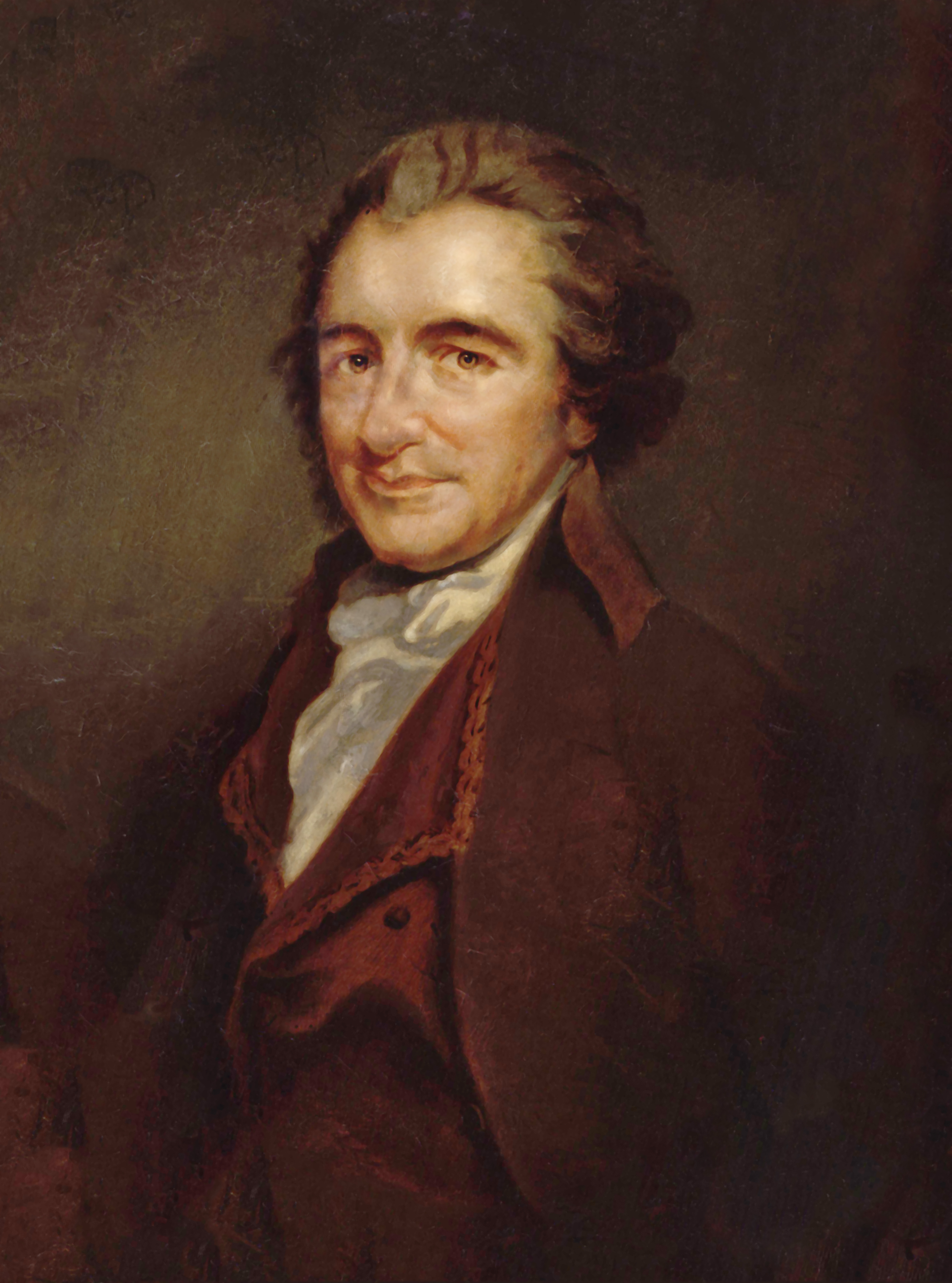
Pintura a óleo de Thomas Paine por Auguste Millière (1880), após uma escultura de William Sharp, após um retrato por George Romney (1792).

No início da primeira parte de The Age of Reason, Paine expõe seu credo pessoal:
| “ | Creio em um Deus, e nada mais; e espero alegria após esta vida. Creio na igualdade do homem; e creio que os deveres religiosos consistem em fazer a justiça, amar a misericórdia e esforçar-se por fazer feliz o nosso próximo. No entanto, a fim de que não se suponha que eu creia em muitas outras coisas além destas, eu devo, no correr desta obra, declarar as coisas nas quais eu não creio e minhas razões para não fazê-lo. Eu não creio no credo professado pela Igreja Judaica, pela Igreja Romana, pela Igreja Grega, pela Igreja Turca, pela Igreja Protestante, nem por qualquer outra igreja que eu conheça. Minha própria mente é minha própria igreja. Todas as instituições eclesiásticas nacionais, sejam judaicas, cristãs ou turcas, aparentam-me ser nada mais que invenções humanas, estabelecidas para aterrorizar e escravizar toda humanidade, além de monopolizar o poder e o lucro. Não pretendo condenar, por meio desta declaração, aqueles que crêem de outra forma. Eles têm o mesmo direito às suas crenças assim como eu tenho às minhas. Mas é necessário à felicidade do homem que ele seja mentalmente fiel a si mesmo. Infidelidade não consiste em crer ou deixar de crer. Ela consiste em professar crer algo em que não se crê. | ” |

O credo de Paine condensa muitos dos temas principais do restante de seu texto: uma crença firme num Deus criador, um ceticismo no que tange às alegações sobrenaturais (neste caso, a vida após a morte; mais adiante, no texto, os milagres), a convicção de que as virtudes deveriam originar-se mais da consideração pelos outros do que por si mesmo, um ânimo contra as instituições religiosas corruptas, e uma ênfase no direito individual de consciência.

### Razão e revelação
Paine inicia o The Age of Reason atacando o conceito de revelação. A revelação, sustenta ele, somente pode ser verificada pelos receptores individuais da mensagem e, em virtude disto, é uma fraca evidência da existência de Deus. Paine rejeita profecias e milagres, escrevendo: "trata-se de revelação apenas para a primeira pessoa, sendo rumores para todos os outros; daí, em consequência, eles não são obrigados a crer nisto". Ele mostra, também, que as revelações cristãs parecem ter se alterado com o passar do tempo a fim de se ajustar às circunstâncias políticas em mudança. Estimulando seus leitores a empregar a razão ao invés de confiar na revelação, Paine argumenta que a única evidência confiável, imutável e universal da existência de Deus é o mundo natural. "A Bíblia dos deístas", afirma ele, não deveria ser uma invenção humana como a Bíblia, mas sim uma invenção divina - deveria ser a "criação". Paine utiliza este argumento mesmo mais tarde, sustentando que as mesmas regras de lógica e padrões de evidência que governam a análise de textos seculares deveriam ser aplicadas à Bíblia. Na segunda parte de The Age of Reason, ele fará exatamente isto, apontando numerosas contradições na Bíblia.

#### A análise da Bíblia
Paine questiona o caráter sagrado da Bíblia, analisando-a como faria com qualquer outro livro. Por exemplo, em sua análise do Livro dos Provérbios, ele argumenta que os seus ditos eram "inferiores em sagacidade aos provérbios dos espanhóis, e não mais sábios e econômicos que os do americano Franklin". Descrevendo a Bíblia como "mitologia fabulosa", Paine questiona se ela foi revelada ou não aos seus escritores e duvida de que os autores originais possam ser sequer conhecidos (ele descarta a ideia de que Moisés tivesse escrito o Pentateuco, por exemplo). Fazendo uso de métodos que não se tornariam comuns na erudição bíblica até o século XIX, Paine pôs a Bíblia à prova em busca de consistência interna e questionou sua acurácia histórica, concluindo que ela não foi divinamente inspirada. Argumenta que o Antigo Testamento e o Novo Testamento devem ser falsos porque apresentam um Deus tirânico. A "história de perversidade" que supostamente impregna a Bíblia convenceu Paine de que esta era simplesmente outro conjunto de mitos de autoria humana e não a palavra revelada de Deus. Os argumentos de Paine contra a Bíblia frequentemente enfraquecem seus trabalhos anteriores, que se baseiam, em grande medida, em apelos à Escritura. No entanto, como escreve o estudioso de Paine David Wilson, "Paine muitas vezes sacrificava a coerência lógica em prol de uma vantagem polêmica imediata".

## Religião e Estado

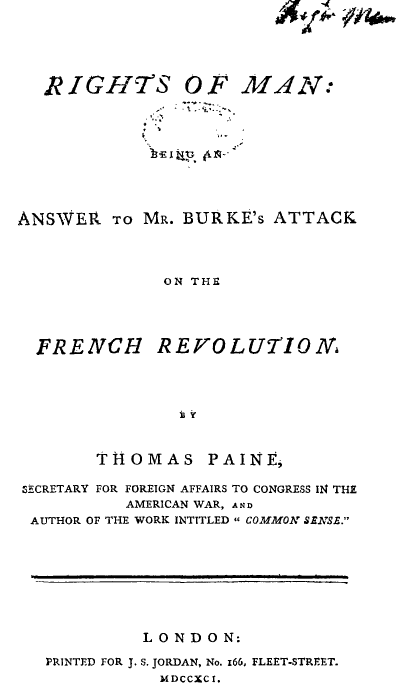
Página de rosto de Rights of Man (1792) de Paine..

Paine também ataca as instituições religiosas, acusando sacerdotes por sua cobiça de poder e riquezas, e a oposição da Igreja à investigação científica. Ele apresenta a história do cristianismo como uma história de corrupção e opressão. Critica, também, as ações tirânicas da Igreja como já havia feito com os governos em seus livros Rights of Man (Direitos do Homem) e Common Sense (Senso Comum), sustentando que "a teoria cristã é pouco menos que a idolatria das antigas mitologias, acomodada aos propósitos de poder e lucro". Este tipo de ataque distingue o livro de Paine de outras obras deístas, que estavam pouco interessadas em mudar hierarquias sociais e políticas. Ele argumenta que a Igreja e o Estado são uma única instituição corrupta que não age nos melhores interesses do povo. Ambos devem ser radicalmente alterados:
Como escreve Jon Mee, um estudioso do radicalismo britânico: "Paine acreditava … que uma revolução na religião fosse o corolário natural, mesmo o pré-requisito, de uma revolução política totalmente bem-sucedida". Paine descreve uma visão de, nas palavras de Davidson e Scheick, "uma era de liberdade intelectual, quando a razão triunfaria sobre a superstição, quando as liberdades naturais da humanidade suplantariam o sacerdócio (priestcraft) e a realeza, que seriam ambos efeitos secundários de lendas tolas e superstições religiosas politicamente manipuladas". Esta visão é que é chamada pelos estudiosos de "milenarismo secular" de Paine, e aparece em todas as suas obras (ele finaliza o Rights of Man, por exemplo, com a declaração: "A partir do que vemos agora, nenhuma reforma no mundo político deve ser tida por improvável. Esta é uma era de revoluções, na qual tudo pode ser buscado"). Paine "transformou a visão protestante milenista do governo de Cristo sobre a terra em uma imagem secular de utopia", enfatizando as possibilidades de "progresso" e "perfectibilidade humana" que podem ser alcançadas pela humanidade sem o auxílio de Deus.

### Influências intelectuais
Embora Paine gostasse de dizer que lia muito pouco, seus escritos desmentem sua afirmação. The Age of Reason tem raízes intelectuais nas tradições de David Hume, Spinoza e Voltaire. Como Hume já havia feito muitos dos mesmos "ataques morais ao cristianismo" que Paine popularizou em The Age of Reason, estudiosos concluem que ele provavelmente leu as obras de Hume sobre religião ou, pelo menos, ouviu a respeito delas através do círculo de Joseph Johnson. Paine teria sido particularmente atraído pela descrição da religião, feita por Hume, como "uma verdadeira fonte de dano à sociedade" que "leva os homens a serem facciosos, ambiciosos e intolerantes". Entretanto, mais até do que Hume, quem teve grande influência sobre Paine foi o Tractatus Theologico-Politicus (1678) de Spinoza. Paine teria sido exposto às ideias de Spinoza por meio de obras de outros deístas do século XVIII, em especial Conyers Middleton. Muito provavelmente, Paine também estaria familiarizado com a perspicácia zombeteira de Voltaire e com as obras de outros philosophes deístas franceses.
Embora estas grandes tradições filosóficas tenham claras influências em The Age of Reason, Paine paga o maior tributo intelectual aos deístas ingleses do início do século XVIII, como Peter Annet. John Toland discutira sobre a utilização da razão na interpretação das Escrituras, Matthew Tindal argumentara contra a revelação, Middleton havia descrito a Bíblia como mitologia e questionado a existência de milagres, Thomas Morgan havia contestado as alegações do Antigo Testamento, Thomas Woolston questionara a credibilidade dos milagres e Thomas Chubb sustentara que faltava moralidade ao cristianismo. Todos estes argumentos parecem em The Age of Reason, embora menos coerentemente.

## Retórica e estilo
A característica mais distintiva de The Age of Reason, como todas as obras de Paine, é o seu estilo linguístico. O historiador Eric Foner argumenta que as obras de Paine "forjaram uma nova linguagem política" destinada a trazer a política para o povo, usando um estilo "claro, simples e direto". Paine delineou "uma nova visão - uma imagem utópica de uma sociedade republicana igualitária" e sua linguagem refletia estes ideais. Ele deu origem a frases como "os direitos do homem", "a idade da razão", "a era da revolução", e "os tempos que provam as almas dos homens". Foner também sustenta que, com The Age of Reason, Paine "deu ao deísmo um tom novo, agressivo, e explicitamente anticristão". Fê-lo empregando uma linguagem "vulgar" (isto é, "comum" ou "popular"), um tom irreverente, e até mesmo uma retórica religiosa.
Em uma carta a Elihu Palmer, um dos seus mais fiéis seguidores na América, Paine descreve parte de sua filosofia retórica:
A retórica de Paine tinha um grande apelo; suas linhas incisivas foram "capazes de construir pontes entre as culturas da classe trabalhadora e da classe média" e tornaram-se citações comuns.
Parte do que faz o estilo de Paine tão memorável é o seu uso efetivo de repetição e questões retóricas em adição à profusão de "anedota, ironia, paródia, sátira, confusão dissimulada, assunto popular, vocabulário concreto, e … apelos ao bom senso". O estilo coloquial de Paine chama o leitor para o texto. Seu uso do "nós" transmite uma "ilusão de que ele e os leitores partilham a atividade de construção de um argumento". Através desta ênfase na presença do leitor e deixando as imagens e os argumentos pela metade, Paine encoraja seus leitores para a completá-los de forma independente.

### Linguagem vulgar
O elemento mais característico do estilo de Paine em The Age of Reason é a sua "vulgaridade". No século XVIII, "vulgaridade" era associada às classes média e mais baixas e não com a obscenidade. Assim, quando Paine celebra seu estilo "vulgar" e seus críticos o atacam, a disputa é mais sobre acessibilidade de classe do que profanação. Por exemplo, Paine descreve a Queda da seguinte forma:
O tom irreverente que Paine combinou com este estilo vulgar distinguiu o seu trabalho do dos seus predecessores. Ele tirou "o deísmo das mãos da aristocracia e intelectuais e o [trouxe] para o povo".
O apelo retórico de Paine ao "o povo", atraiu quase tanta crítica quanto a sua ridicularização da Bíblia. Bispo Richard Watson, obrigado a enfrentar esta nova audiência em sua influente resposta a Paine, An Apology for the Bible, escreve: "Vou, intencionalmente, escrever estas letras e as seguintes em uma forma popular, na esperança de que assim elas possam ter uma chance de ser lidos cuidadosamente por essa classe de leitores para quem o trabalho parece ser particularmente calculado, e que são os mais suscetíveis de serem por ele lesados".
Mas não foi apenas o estilo que preocupou Watson e outros, foi também o preço baixo do livro de Paine. Em um julgamento de sedição, no início dos anos 1790, o Procurador-Geral tentou proibir Thomas Cooper de publicar sua resposta para as Reflections on the Revolution in France de Burke, argumentando que "embora não houvesse exceção a ser atribuída ao seu panfleto quando nas mãos das classes superiores, ainda assim o governo não permitiria que ele fosse posto à venda a um preço que possa garantir a sua circulação entre o povo". Preocupações semelhantes impulsionaram a acusação de quem imprimiu, publicou e distribuiu The Age of Reason.

### Tom irreverente

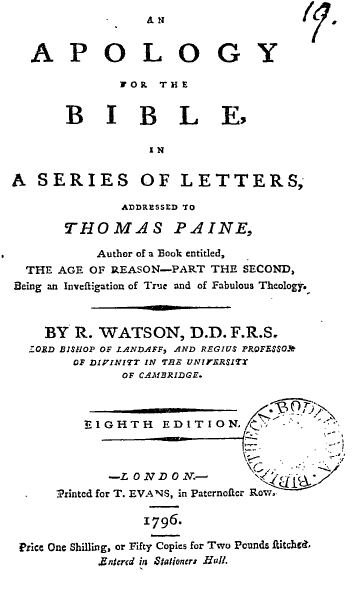
Página de rosto da oitava edição da réplica do bispo Watson a Paine.

O estilo não é apenas "vulgar", é também irreverente. Por exemplo, Paine descreve Salomão como um libertino, que "foi espirituoso, pomposo, dissoluto e, finalmente, melancólico", que "viveu rápido, e morreu, cansado do mundo, com a idade de cinquenta e oito anos". Embora muitos dos deístas ingleses anteriores houvessem usado a ridicularização para atacar a Bíblia e o cristianismo, esta era uma perspicácia refinada, ao invés do humor claro que Paine empregava. Foram os deístas das fileiras medianas, e não a elite educada, que iniciaram o tipo de ridicularização que tornaria Paine famoso.
Foi este tom "ridículo" de Paine que mais irritou o clero. Como John Redwood, um estudioso do deísmo, colocou: "a era da razão poderia talvez ser chamada, mais eloquente e adequadamente, a era do ridículo, pois foi a ridicularização, e não a razão, que pôs a Igreja em risco". Significativamente, a Apology de Watson pune Paine diretamente por seu tom escarnecedor:

### Influências religiosas
A educação quacre de Paine o predispôs ao pensamento deísta ao mesmo tempo que o posicionou firmemente dentro da tradição religiosa dos dissidentes. Paine reconheceu o débito com o pano de fundo quacre de seu ceticismo. Mas a estima dos quacres por um falar claro, um valor expresso tanto explícita quanto implicitamente em The Age of Reason, influenciou sua escrita ainda mais. Como afirmou o historiador E. P. Thompson, Paine "ridicularizou a autoridade da Bíblia com argumentos que o carvoeiro ou a menina do interior compreenderiam". Sua descrição da história no nascimento virginal desmistifica a linguagem bíblica e sugere que Maria era apenas mais uma infeliz mulher caída: trata-se de "um relato sobre uma jovem mulher comprometida com um casamento, e enquanto ela está sob esse compromisso, para falar numa linguagem simples, é pervertida por um fantasma". As narrativas quacres de conversão também influenciaram o estilo de The Age of Reason.Davidson e Scheick argumentam que sua "declaração introdutória do propósito, um ardente senso de inspiração interior, uma expressão declarada de consciência, e uma intenção evangélica de instruir os outros" lembram as confissões pessoais dos quacres americanos.
Paine faz uso de várias retóricas religiosas além daquelas relacionadas com o quacrerismo em The Age of Reason. A mais importante é a linguagem milenarista a que recorre para os seus leitores de classe mais baixa. Afirmando que a verdadeira linguagem religiosa é universal, Paine utiliza elementos da tradição retórica cristã para minar as hierarquias perpetuadas pela própria religião. A qualidade sermonal da escrita de Paine é um dos seus traços mais reconhecíveis. Sacvan Bercovitch, uma estudiosa do sermão, argumenta que a escrita de Paine muitas vezes se assemelha a das lamentações ou ao "sermão político". Ela alega que Paine se vale da tradição puritana em que "teologia era apegada à política e a política ao progresso do reino de Deus". Uma razão do desenvolvimento deste estilo por parte de Paine é que ele pode ter sido, por um breve tempo, um pregador metodista, embora esse fato não possa ser verificado.